# Mei (gedicht)

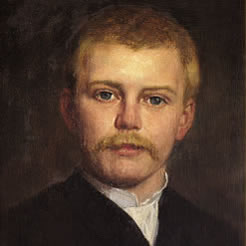
Herman Gorter (1864-1927 (Portret, waarschijnlijk door Thérèse Schwartze)

Mei is een gedicht, geschreven door de Nederlander Herman Gorter in de periode 1886-1889. Het is een verhalend gedicht, dat het leven en de liefde van Mei en haar dichter beschrijft. Het wordt beschouwd als het hoogtepunt van de poëzie van de Tachtigers. 

## Geschiedenis
Het gedicht bestaat uit drie zangen met in totaal 4381 versregels. De maand mei wordt erin voorgesteld als een persoon, als de dochter van de maan en zon. Gorter stuurde de eerste zang in fragmenten in 1887 en 1888 naar zijn verloofde Louise Catharina (Wies) Cnoop Koopmans, voor wie het als een ode van liefde oorspronkelijk bedoeld was en met wie hij in 1890 trouwde.  
Op 15 november 1888 berichtte hij aan zijn vriend Alphons Diepenbrock: "Het ding is af", wat sloeg op zijn Mei. De eerste zang verscheen in februari 1889 in de 4e jaargang van De Nieuwe Gids, met de opmerking "Eerste der drie Deelen van het aldus betitelde Gedicht, dat eerlang bij den uitgever dezes het licht zal zien". Op 19 maart 1889 verscheen, onder de titel Mei. Een gedicht, het volledige gedicht in boekvorm bij de uitgeverij W. Versluys, tevens uitgever van De Nieuwe Gids, hetzelfde jaar dat Gorter promoveerde. Bij de vijfde druk in 1916 kwam achterin de toevoeging "1886-1889" te staan, dat doorgaat als de periode waarin het gedicht geschreven is.
Doordat Gorter eigen keuzes maakt in ritme en beeldspraak en dus afstand neemt van de dwingende voorschriften in oudere stromingen, wordt het gedicht beschouwd als het hoogtepunt van de poëzie van de Tachtigers. Ook de kenmerkende emotionaliteit, natuurliefde, melancholie en erotiek dragen daaraan bij.
De eerste regel: Een nieuwe lente en een nieuw geluid is in de Nederlandse literatuur zeer bekend geworden. Hoogleraar Nederlands Kees Fens noemde in 1988 de woorden maar de stille straat vergaarde schemer (regel 5 en 6) de mooiste die ooit in de Nederlandse taal zijn geschreven. Het in drukvorm uitgebrachte gedicht wijkt hier en daar af van de versie die hij oorspronkelijk aan Wies toestuurde. Zo is in drukvorm de tweede versregel: "Ik wil dat dit lied klinkt als het gefluit". Aan Wies schreef hij nog: "Ik wilde dat dit lied klonk als het gefluit". 
Gorter schreef dit gedicht in het Friese plaatsje Balk waar zijn grootvader predikant was aan de doopsgezinde kerk. Hier bracht hij in zijn jonge jaren veel tijd door. De zin 'In een oud stadje, langs de watergracht' verwijst naar Balk.

## Inhoud
Geboren uit de moedermaan en de zon, komt Mei in de eerste zang aan op een strand. Haar dode zus April wordt die nacht weggedragen. Mei begint de volgende dag een "tooverige tocht" door het Hollandse landschap, dat uitgebreid beschreven wordt. Ze ontmoet diverse mensen en mythische figuren en belandt uiteindelijk in een stadje. Daar treft ze de dichter en samen trekken ze nog rond door het landschap tot de dichter terugkeert naar de stad.
In de tweede zang ziet Mei de jonge god Balder die door het landschap trekt en zijn leven bezingt. De blinde Balder leeft voor de muziek alleen. Als zijn lied afgelopen is, verdwijnt hij. Mei is zeer bedroefd en wordt in de nacht door de Maan getroost en gesterkt. De volgende ochtend gaat zij weer op zoek naar Balder. Ze reist door een sprookjesachtige wereld en via de wolkenspinster uit het noorden komt ze bij Wodan en de andere goden terecht. Deze weten echter niet waar Balder is, maar het feit dat Mei Balder gezien heeft, verheugt de goden zeer. Mei blijft zoeken en na enkele dagen vindt ze Balder in een vallei. Zijn muziek doet vele wonderlijke beelden verschijnen en in zijn lied vertelt Balder opnieuw veel over zichzelf. Hij besluit zijn zang door te zeggen dat hij alleen voor zijn muziek leeft, dat is zijn ziel en in zijn ziel is hij een God. Mei weet dat er voor haar geen plaats is en zinkt terug naar de aarde.
In de derde zang is Mei terug in Holland bij de dichter. Ze zwerven opnieuw door het Hollandse landschap en brengen de laatste dagen van Meis leven door in elkaars gezelschap. Als de laatste dag is aangebroken sterft Mei en wordt opgevolgd door haar zus Juni. De dichter neemt Mei mee naar het strand en begraaft haar daar.

## Eerbetoon
- In maart 1989 liet de gemeente Zaanstad een plaquette aanbrengen op het geboortehuis van Gorter in Wormerveer dat sinds 1974 onderdeel uitmaakte van die gemeente. Ter gelegenheid hiervan en vanwege het feit dat op 19 maart 1989 herdacht werd dat Mei honderd jaar eerder was verschenen, publiceerde de gemeente een boekje "voor de leerlingen van de bovenbouw van het voortgezet onderwijs": Herman Gorter. Dichter en socialist.